# Hausen ob Verena
Hausen ob Verena ist eine Gemeinde im Landkreis Tuttlingen in Baden-Württemberg, Deutschland.

## Geographie

### Geographische Lage
Hausen ob Verena liegt am Rand der Baarhochebene am Fuß der Schwäbischen Alb zwischen 740 und 860 m ü. NHN, gut zehn Kilometer nordwestlich der Kreisstadt Tuttlingen und zwei Kilometer südwestlich von Spaichingen. Auf dem Gemeindegebiet liegt der 912 Meter hohe Hohenkarpfen.

### Nachbargemeinden
Die Gemeinde grenzt im Norden an die Stadt Spaichingen, im Osten an Rietheim-Weilheim, im Süden an Seitingen-Oberflacht und im Westen an Gunningen.

### Gemeindegliederung
Zur Gemeinde Hausen ob Verena gehören das Dorf Hausen ob Verena, das Gehöft Hohenkarpfen und das Haus „Hausener Mühle“.

### Schutzgebiete
In Hausen ob Verena liegen die Natur- und Landschaftsschutzgebiet Hohenkarpfen sowie das Landschaftsschutzgebiet Heckenlandschaft oberhalb der Hausener Mühle in Heeräcker, Ried, Buchreute und Schildbühl. Der Hohenkarpfen und die Wiesenlandschaft südlich der Ortschaft gehören zudem zum FFH-Gebiet Großer Heuberg und Donautal.

## Geschichte

### Mittelalter und frühe Neuzeit
Hausen wurde im Jahre 1092 erstmals urkundlich erwähnt. In einer Urkunde von 1275 taucht es als Husen apud Kalphen auf, ein Hinweis auf den Hausberg Hohenkarpfen. Der spätere Namenszusatz ob Verena bezieht sich vermutlich auf eine nicht mehr erhaltene Kapelle der Heiligen Verena an einer ehemaligen römischen Heerstraße, die von Zurzach über Seitingen-Oberflacht durch Hausen führte. Während der Zeit der Stammesherzogtümer lag Hausen im Herzogtum Schwaben. Auf der Gemarkung sind noch Reste der Burg Hohenkarpfen zu finden, zu deren Herrschaft Hausen gehörte. Die Grafschaft Württemberg erwarb im Jahre 1444 den Ort Hausen mit Burg und Herrschaft Hohenkarpfen. Von 1491 bis 1663 belehnten die Württemberger das aus ihrem Haus hervorgegangene jüngere Adelsgeschlecht der Herren von Karpfen mit der Herrschaft.
Aufgrund der Verwandtschaft der Herren von Karpfen mit den Württembergern führte Hausen im Gegensatz zu seinen Nachbarorten die Reformation durch. Bereits 1561 verbot Hans II. von Karpfen die katholische Messe in Hausen und entließ 1563 den katholischen Priester. Sein Sohn Hans III. von Karpfen holte dann 1565 mit Johannes Hauser den ersten evangelischen Pfarrer ins Dorf, der mehr als 40 Jahre in Hausen tätig war. Bis nach dem Zweiten Weltkrieg war Hausen ob Verena ein rein evangelischer Ort.
Im Dreißigjährigen Krieg zerstörten die Truppen des römisch-deutschen Kaisers gemeinsam mit Söldnern der Stadt Villingen die Burg auf dem Hohenkarpfen, ebenso wie den Ort Hausen ob Verena. Die Burg blieb zerstört und wurde nie mehr aufgebaut. Der Ort Hausen gehörte seither zum Stabsamt Hohenkarpfen im württembergischen Amt Tuttlingen.

### Zeit des Königreichs Württemberg
Bei der Umsetzung der neuen Verwaltungsgliederung im 1806 gegründeten Königreich Württemberg wurde Hausen von 1806 bis 1810 kurzzeitig dem Oberamt Spaichingen zugeordnet, kam dann aber 1810 für mehr als ein Jahrhundert wieder zum Oberamt Tuttlingen.

### Zeit der Weltkriege und Nachkriegsära
Bei der Kreisreform während der NS-Zeit in Württemberg gelangte Hausen 1938 zum erweiterten Landkreis Tuttlingen. Mit dem Ende des Zweiten Weltkriegs fiel der Ort 1945 in die Französische Besatzungszone und kam somit zum Nachkriegsland Württemberg-Hohenzollern, welches 1952 im Bundesland Baden-Württemberg aufging.

### Religion
Hausen ist ein seit der Reformation ein traditionell evangelisch geprägter Ort. Die Kirchengemeinde Hausen ob Verena gehört zum Kirchenbezirk Rottweil der Württembergischen Landeskirche.

## Politik

### Gemeinderat
Der Gemeinderat in Hausen ob Verena besteht aus den 8 ehrenamtlichen Gemeinderäten und dem Bürgermeister als Vorsitzendem. Der Bürgermeister ist im Gemeinderat stimmberechtigt. Bei der Kommunalwahl am 9. Juni 2024 wurde der Gemeinderat durch Mehrheitswahl gewählt. Mehrheitswahl findet statt, wenn kein oder nur ein Wahlvorschlag eingereicht wurde. Die Bewerber mit den höchsten Stimmenzahlen sind dann gewählt.

### Bürgermeister
Im Dezember 2015 wurde Jochen Arno (CDU) zum Nachfolger von Gustav Schlecht gewählt. Im Dezember 2023 wurde der parteilose Wolfgang Klaiber mit 50,6 Prozent der Stimmen zum Bürgermeister gewählt; Amtsinhaber Arno erhielt 33,5 Prozent der Stimmen. Klaiber trat das Amt Anfang März 2024 an.

### Verwaltung
Die Gemeinde ist Mitglied der Vereinbarten Verwaltungsgemeinschaft der Stadt Spaichingen.
Die Kommune ist dem Tourismusverband „Donaubergland“ angeschlossen.

### Partnerschaften
Die deutsche Gemeinde Zeithain in Sachsen ist Partnergemeinde von Hausen.

## Kultur und Sehenswürdigkeiten

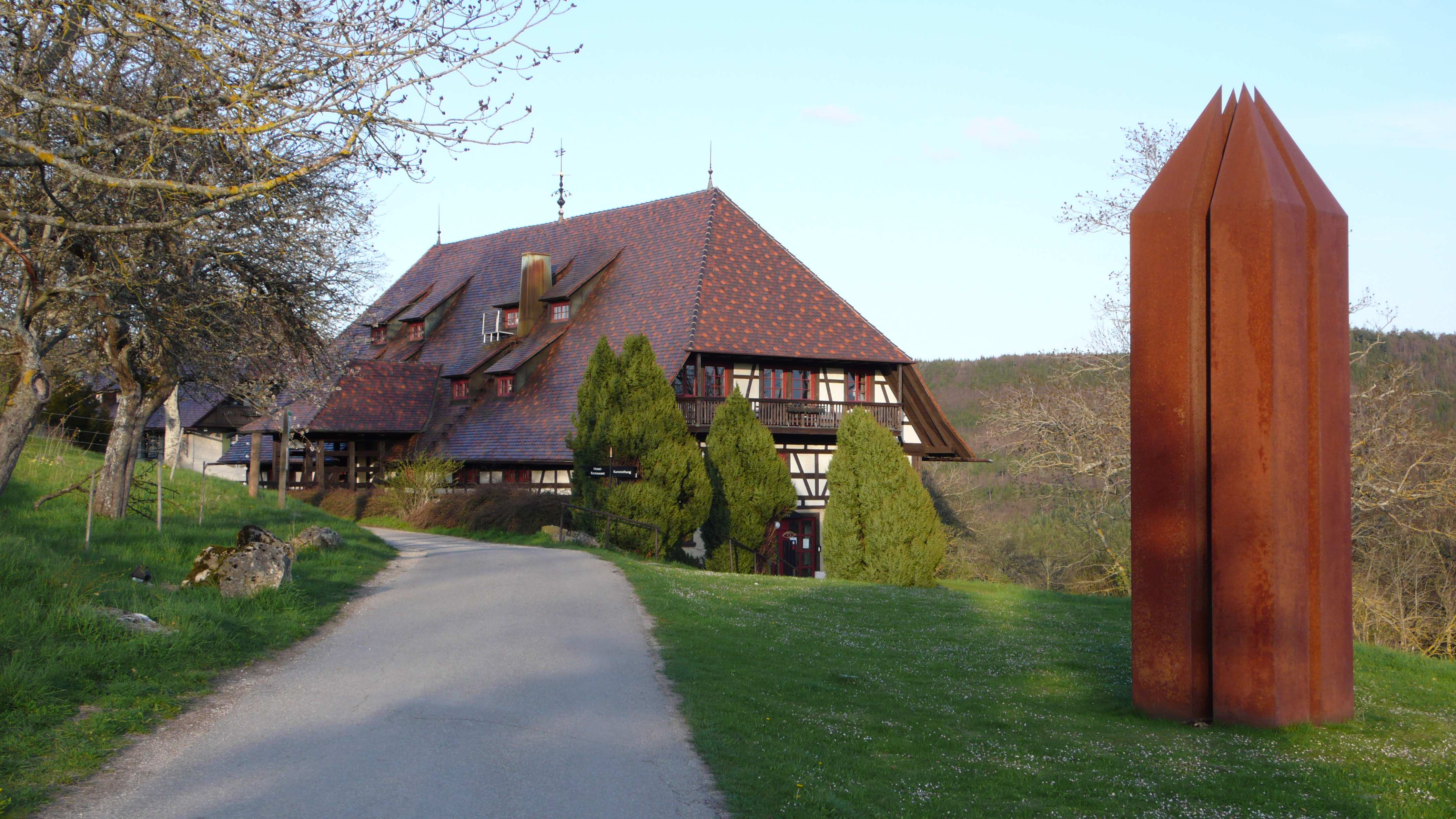
Kunstmuseum Hohenkarpfen

Auf dem Gemeindegebiet befindet sich der Zeugenberg Hohenkarpfen mit Burgruine.
Bei Hausen ob Verena befindet sich das Museum der Kunststiftung Hohenkarpfen. Hier finden jährlich zwei bis drei Wechselausstellungen zur Kunst des 19. und 20. Jahrhunderts im deutschen Südwesten statt.

### Stephanuskirche
→ Hauptartikel: Stephanuskirche (Hausen ob Verena)

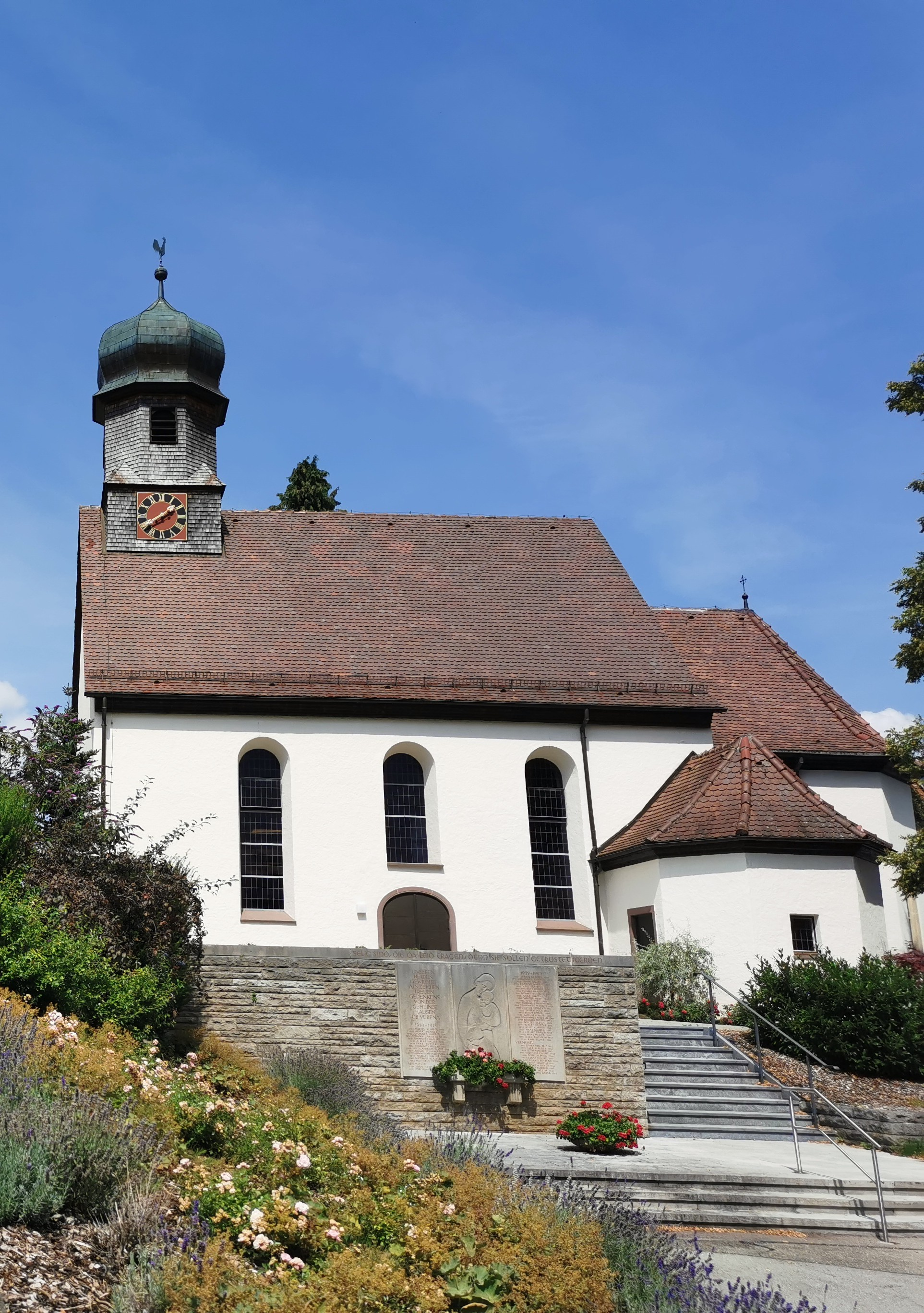
Stephanuskirche

Die Stephanuskirche aus dem 15. Jahrhundert enthält ein Votivbild von Hans III. von Karpfen für seine 1559 verstorbene Frau Ursula geb. von Reischach mit einer zeitgenössischen Darstellung der Burg Hohenkarpfen im Hintergrund, das der Nürnberger Schule des Barthel Beham zugeschrieben wird. Ein weiteres Votivbild aus dem Jahr 1588, vermutlich anlässlich des Todes Hans III. von Karpfen gestiftet, zeigt die Stifterfamilie, die Kreuzigung Jesu sowie die Erhöhung der Schlange und die Geschichte von Jona.
Vom spätgotischen Flügelaltar sind nur noch die Predella mit der Darstellung von Christus und den zwölf Aposteln und die drei Heiligenfiguren von Stephanus, Barbara und der Muttergottes erhalten, deren Originale sich im Bestand des Landesmuseums Stuttgart befinden. 1988 fertigte der Bildhauer Josef Schiller aus Krumbach originalgetreue, jedoch unbemalte Kopien der Heiligenfiguren an, die in der Stephanuskirche aufgestellt wurden.

## Wirtschaft und Infrastruktur
Hausen ob Verena ist mit der Buslinie 130 des Verkehrsverbund Schwarzwald-Baar-Heuberg („move“) zu erreichen. An den jeweiligen Endpunkten der Linie 130, den Bahnhöfen in Spaichingen bzw. Trossingen, besteht Anschluss zum Ringzug.

## Persönlichkeiten

### Söhne und Töchter der Stadt
- Johann Linck (1831–1900), Schweizer Fotograf und Gründer der Fotografendynastie Linck
- Elias Schrenk (1831–1913), Theologe und Erweckungsprediger
- Friedemann Maurer (1940–2024), Universitätsprofessor

### Weitere Persönlichkeiten mit Verbindung zur Gemeinde
- Thilo Koch (1920–2006), Fernsehjournalist, lebte während seines Ruhestands in Hausen und ist hier gestorben.